# Daniele Kong
Daniele Kong, pseudonimo di Daniele Marzo (Macerata, 1982), è un fumettista italiano.

## Biografia
Nato a Macerata nel 1982, è cresciuto nel quartiere romano di Roma 70. Fin da giovane ha mostrato interesse per la musica punk e il disegno. Dopo la laurea in Architettura, si è trasferito a Berlino nel 2013, dove ha lavorato come architetto e ha continuato a coltivare la passione per il disegno. Nel 2019 è tornato a Roma, dove ha iniziato a lavorare alla graphic novel Bestie in fuga. L'opera è stata poi selezionata da Coconino Press tra oltre 300 progetti e pubblicata nel 2024 ottenendo un ottimo successo di pubblico e critica.
Bestie in fuga è ambientata negli anni '50 sull'isola immaginaria di Dieci, nel Mar Tirreno. La storia segue l'arrivo di una troupe cinematografica che intende girare un film sulla vita di Gesù, evento che sconvolge la vita dei pescatori locali e riflette le tensioni del boom economico italiano. L'opera è stata elogiata per la sua narrazione corale, l'uso di diversi dialetti e lo stile grafico in bianco e nero che richiama il neorealismo cinematografico. Nel 2025, è stata proposta per il Premio Strega, unica graphic novel tra gli 80 titoli candidati, ed ha vinto il premio come Miglior fumetto italiano al Romics di Roma e il premio "Micheluzzi" per la miglior opera prima al Comicon di Napoli

## Opere
- Bestie in fuga (2024), Coconino Press